# Меоре Гуріпулі
Меоре Гуріпулі (груз. მეორე გურიფული) — село в Грузії.
За даними перепису населення 2014 року в селі проживає 429 особи.